# 煞鬼
煞鬼，也叫煞神，煞，是中国民间传说的一种会伤害人的凶鬼或凶神。在《子不语》煞神受枷、唐张读《宣室志》、《夜谭随录·回煞五则》、《醉茶志怪卷二·殃神》、以及台湾的臺灣日日新報有记载。

## 概要
据《图解中国道教生死书》记载，「煞」字本身代指凶神恶魔。在以前民间传说里，人在死后，灵魂会魂归故里，这种事情就叫做「归煞」。如果生活不順利，罹患怪疾，人們就會懷疑是煞神作祟。冒犯到煞神，就称之为「犯煞」、「中煞」。

## 形象
在《子不语》煞神受枷里「煞」是红发圆眼，长丈余，手持铁叉的鬼。在唐张读《宣室志》里，「煞」是一种高五尺，颜色苍青色的巨怪鸟。

## 词义
「煞神」词语本身也比喻凶恶暴烈的人。

## 参看
- 中国妖怪列表
- 回魂 — 别称「回煞」
- 送肉粽 — 别称「送煞」